# Ákos Vereckei
Ákos Vereckei (n. 26 august 1977, Budapesta, Republica Populară Ungară) este un caiacist ce a reprezentat Ungaria, medaliat olimpic. A participat la 3 ediții ale Jocurilor Olimpice (2000, 2004, 2008) în care a câștigat 2 medalii de aur.